# Baltic Cup 1994
Der Baltic Cup 1994 war die 34. Austragung des Baltic Cups um den Titel des Baltikummeisters. Das Turnier für Fußballnationalmannschaften fand zwischen dem 29. und 31. Juli 1994 in Litauen statt. Die drei Spiele wurden im Žalgiris-Stadion in Vilnius ausgetragen. Die heimische Nationalmannschaft gewann ihren 12. Titel. Mit Valdas Ivanauskas vom Hamburger SV stellte Litauen auch den Torschützenkönig des Turniers.

## Gesamtübersicht
| Pl. | Verein   | Sp. | S | U | N | Tore    | Diff. | Punkte |
| --- | -------- | --- | - | - | - | ------- | ----- | ------ |
| 1.  | Litauen  | 2   | 1 | 1 | 0 | 004:000 | +4    | 04     |
| 2.  | Lettland | 2   | 0 | 2 | 0 | 002:100 | +1    | 02     |
| 3.  | Estland  | 2   | 0 | 0 | 2 | 000:500 | −5    | 0      |

|                          |   |          |     |
| 29. Juli 1995 in Vilnius |   |          |     |
| Litauen                  | – | Estland  | 3:0 |
| 30. Juli 1995 in Vilnius |   |          |     |
| Estland                  | – | Lettland | 0:2 |
| 31. Juli 1995 in Vilnius |   |          |     |
| Litauen                  | – | Lettland | 1:0 |

### Litauen gegen Estland
| Litauen                                     | Litauen | Estland | Estland |
| ------------------------------------------- | --- | --- | ------- |
| Litauen                                     | \| 29. Juli 1994 in Vilnius (Žalgiris-Stadion) \| \| Ergebnis: 3:0 (2:0) \| \| Zuschauer: 1.000 \| \| Schiedsrichter: Romāns Lajuks ( Lettland) \| \| Spielbericht \| | \| 29. Juli 1994 in Vilnius (Žalgiris-Stadion) \| \| Ergebnis: 3:0 (2:0) \| \| Zuschauer: 1.000 \| \| Schiedsrichter: Romāns Lajuks ( Lettland) \| \| Spielbericht \| | Estland |
| Litauen                                     | Gintaras Staučė , Tomas Žiukas (67. Igoris Pankratjevas), Nerijus Gudaitis, Virginijus Baltušnikas (58. Ramūnas Stonkus), Andrius Tereškinas, Rolandas Vaineikis (53. Audrius Žuta), Vytautas Apanavičius (56. Saulius Mikalajūnas), Valdas Ivanauskas, Arvydas Korsakovas, Irmantas Stumbrys (64. Robertas Žalys), Aurelijus Skarbalius Cheftrainer: Algimantas Liubinskas | Toomas Tohver (46. Mart Poom), Tarmo Linnumäe, Toomas Kallaste, Risto Kallaste , Gert Olesk, Meelis Lindmaa, Dzintar Klavan (71. Marko Lelov), Mati Pari (46. Sergei Ratnikov), Martin Reim (71. Marek Lemsalu), Marko Kristal, Tarmo Saks (53. Ivan O’Konnel-Bronin) Cheftrainer: Roman Ubakivi | Estland |
| Litauen                                     | 1:0 Valdas Ivanauskas (11.) 2:0 Valdas Ivanauskas (23.) 3:0 Saulius Mikalajūnas (61.) | | Estland |
| Litauen                                     | Igoris Pankratjevas, Saulius Mikalajūnas | Tarmo Linnumäe, Gert Olesk, Meelis Lindmaa, Dzintar Klavan, Marko Kristal | Estland |
| 29. Juli 1994 in Vilnius (Žalgiris-Stadion) | | |         |
| Ergebnis: 3:0 (2:0)                         | | |         |
| Zuschauer: 1.000                            | | |         |
| Schiedsrichter: Romāns Lajuks ( Lettland)   | | |         |
| Spielbericht                                | | |         |

### Estland gegen Lettland
| Estland                                       | Estland | Lettland | Lettland |
| --------------------------------------------- | --- | --- | -------- |
| Estland                                       | \| 30. Juli 1994 in Vilnius (Žalgiris-Stadion) \| \| Ergebnis: 0:2 (0:2) \| \| Zuschauer: 250 \| \| Schiedsrichter: Algirdas Dubinskas ( Litauen) \| \| Spielbericht \|                                                                    | \| 30. Juli 1994 in Vilnius (Žalgiris-Stadion) \| \| Ergebnis: 0:2 (0:2) \| \| Zuschauer: 250 \| \| Schiedsrichter: Algirdas Dubinskas ( Litauen) \| \| Spielbericht \| | Lettland |
| Estland                                       | Mart Poom , Gert Olesk, Toomas Kallaste (73. Risto Kallaste), Meelis Lindmaa, Mati Pari (58. Sergei Ratnikov), Dzintar Klavan, Marek Lemsalu, Martin Reim, Ivan O’Konnel-Bronin (29. Tarmo Saks), Marko Kristal Cheftrainer: Roman Ubakivi | Oļegs Karavajevs (67. Raimonds Laizāns), Igors Troickis, Vitālijs Astafjevs, Gatis Ērglis , Mihails Zemļinskis, Jurijs Popkovs (67. Boriss Monjaks), Sergejs Jemeļjanovs (46. Aleksandrs Fedotovs), Vadims Mikuckis, Armands Zeiberliņš (46. Oļegs Blagonadeždins), Aleksejs Šarando (62. Larss Rihters), Rolands Bulders Cheftrainer: Jānis Gilis | Lettland |
| Estland                                       | 0:1 Vitālijs Astafjevs (31.) 0:2 Rolands Bulders (37.) | | Lettland |
| Estland                                       | Armands Zeiberliņš | | Lettland |
| 30. Juli 1994 in Vilnius (Žalgiris-Stadion)   | | |          |
| Ergebnis: 0:2 (0:2)                           | | |          |
| Zuschauer: 250                                | | |          |
| Schiedsrichter: Algirdas Dubinskas ( Litauen) | | |          |
| Spielbericht                                  | | |          |

### Litauen gegen Lettland
| Litauen                                     | Litauen | Lettland | Lettland |
| ------------------------------------------- | --- | --- | -------- |
| Litauen                                     | \| 31. Juli 1994 in Vilnius (Žalgiris-Stadion) \| \| Ergebnis: 1:0 (0:0) \| \| Zuschauer: 600 \| \| Schiedsrichter: Oleg Timofejev ( Estland) \| \| Spielbericht \| | \| 31. Juli 1994 in Vilnius (Žalgiris-Stadion) \| \| Ergebnis: 1:0 (0:0) \| \| Zuschauer: 600 \| \| Schiedsrichter: Oleg Timofejev ( Estland) \| \| Spielbericht \| | Lettland |
| Litauen                                     | Gintaras Staučė , Tomas Žiukas, Nerijus Gudaitis, Ramūnas Stonkus, Andrius Tereškinas, Rolandas Vaineikis, Saulius Mikalajūnas (46. Vytautas Apanavičius), Arvydas Korsakovas (54. Raimondas Vainoras), Irmantas Stumbrys (56. Audrius Žuta), Robertas Žalys (85. Aleksandras Darinčevas), Aurelijus Skarbalius Cheftrainer: Algimantas Liubinskas | Oļegs Karavajevs, Vitālijs Astafjevs (78. Larss Rihters), Gatis Ērglis , Mihails Zemļinskis, Aleksandrs Jelisejevs (46. Oļegs Blagonadeždins), Sergejs Jemeļjanovs, Vadims Mikuckis (67. Boriss Monjaks), Armands Zeiberliņš (46. Jurijs Popkovs), Aleksejs Šarando, Rolands Bulders, Igors Troickis Cheftrainer: Jānis Gilis | Lettland |
| Litauen                                     | 1:0 Andrius Tereškinas (68., Strafstoß) | | Lettland |
| Litauen                                     | Andrius Tereškinas | Oļegs Blagonadeždins, Sergejs Jemeļjanovs, Aleksejs Šarando | Lettland |
| 31. Juli 1994 in Vilnius (Žalgiris-Stadion) | | |          |
| Ergebnis: 1:0 (0:0)                         | | |          |
| Zuschauer: 600                              | | |          |
| Schiedsrichter: Oleg Timofejev ( Estland)   | | |          |
| Spielbericht                                | | |          |